# Косьцелисько (гміна)
Гміна Косьцелісько (пол. Gmina Kościelisko) — сільська гміна у південній Польщі. Належить до Татранського повіту Малопольського воєводства.
Станом на 31 грудня 2011 у гміні проживало 8494 особи.

## Площа
Згідно з даними за 2007 рік площа гміни становила 136.37 км², у тому числі:
- орні землі: 26.00%
- ліси: 63.00%

Таким чином, площа гміни становить 28.92% площі повіту.

## Населення
Станом на 31 грудня 2011:
| Опис     | Загалом | Загалом | Чоловіки | Чоловіки | Жінки | Жінки |
| -------- | ------- | ------- | -------- | -------- | ----- | ----- |
| одиниця  | осіб    | %       | осіб     | %        | осіб  | %     |
| все      | 8494    | 100     | 4181     | 49.22    | 4313  | 50.78 |
| міське   | 0       | 100     | 0        |          | 0     |       |
| сільське | 8494    | 100     | 4181     | 49.22    | 4313  | 50.78 |

## Відомі особистості
У гмині народився:
- Ян Кшептовський (1809—1894) — польський поет, гуральський народний співак, оповідач і музикант.

## Сусідні гміни
Гміна Косьцелісько межує з такими гмінами: Закопане, Поронін, Чорний Дунаєць.